# Останній корабель (роман)
Останній корабель — це апокаліптичний роман 1988 року, написаний Вільямом Брінклі.
«Останній корабель» розповідає історію винищувального ракетного есмінця ВМС США «Натан Джеймс» (DDG-80), який здійснював патрулювання в Баренцевому морі під час короткої повномасштабної ядерної війни між США та Радянським Союзом. У ньому детально описується наступний пошук корабля для нового будинку для її екіпажу.
«Останній корабель» було випущено як електронну книгу 27 листопада 2013 року, опубліковану Plume.
На основі роману було знято однойменний телесеріал, який виходив з 2014 до 2018 рік у кабельній мережі TNT.

## Підґрунтя
Ця історія розказана від першої особи — капітана корабля «Натан Джеймс» Томаса, повне ім'я якого ніколи не розкривається. Томас пише цей звіт через кілька місяців після війни, щоб описати історію свого корабля, що перебуває у Норвегії після військового конфлікту.
Томас починає розповідь з опису свого екіпажу. Він обговорює етику командування військовим кораблем, можливості ядерних ударних сил, повсякденне життя на борту корабля ВМС США в Полярному колі та характер місії свого корабля. Капітан Томас зауважує, що, попри скорочення наземного арсеналу МБР, у БРПМ та Томагавків все ще є значна потужність; тільки його корабель має більшу потужність, ніж кілька ракетних силосів разом.

## Сюжет
21 грудня без попередження, Томас, капітан есмінця ВМС США, «Натан Джеймс» (DDG-80), отримує завірений наказ завдати ядерного удару по радянському місту Орел та по шахтах МБР поблизу. Протягом декількох годин екіпаж спостерігає, як вимикаються наземні РЛС і зникають з ефіру цивільні радіостанції. Коли місія завершена, вони повідомляють про це своє начальство. У відповідь ВМС США наказує їм утриматись від виконання попередніх наказів і тримати курс до Північного моря. Це останнє офіційне повідомлення ВМС США, яке отримав «Натан Джеймс».
Томас ухвалює рішення рухатись на південь — до Північного моря, а потім до Сполученого Королівства, щоб відновити контакт з союзниками. Корабель стикається з густими хмарами радіоактивного диму по всій Великій Британії, через які можна побачити руїни Біг-Бену та Лондона.
Корабель вирушає на розвідку узбережжям Середземномор'я з півдня Італії до Гібралтару. Біля узбережжя Бретані корабель стикається з некомунікативною підводним човном. Потім вона зникає біля зруйнованої Гібралтарської скелі. Натан Джеймс продовжує розвідувати середземноморське узбережжя, знаходячи лише маси людей, які страждають від променевої хвороби. Біля узбережжя Франції «Натан Джеймс» знаходить розкішний вітрильник з пасажирами, які імовірно загинули під час трапези через нейтронну бомбу, застосовану в прибережному місті. У трюмі було знайдено труп радиста, а також його обмежений звіт про райони, уражені ядерною зброєю, малюючи похмуру картину для Європи, Радянського Союзу та Північної Америки.

## Критика
В. К. Ройстер із журналу «Уолл-стріт» порівняв «Останній корабель» із постапокаліптичним романом Невіла Шута «На березі» (1957 р.), назвавши «Останній корабель» — «ще більш захоплюючою історією». Ентоні Гайд з Washington Post писав: Останній корабель — це «надзвичайний роман про людей, які воюють» та «видатне зображення військово-морських сил». Джон Р. Олден з газети «The Cleveland Plain Dealer» похвалив «Останній корабель» як «прекрасно написаний» та «чудову книгу». Клей Рейнольдс із «The Dallas Morning News» назвав книгу «захоплюючою» та «приємною для читання». Берк Вілкінсон, військово-морський офіцер США, пишучи для «The Christian Science Monitor», назвав «Останній корабель» «надзвичайним» і «справжньою класикою», заявивши, що його сума «більша за його частини».
Після успіху фільму «Секс, брехня і відео» Стівен Содерберг планував адаптувати книгу як свій наступний фільм, проте він відмовився від проєкту після кількох невдалих спроб написання сценарію.

## Телевізійна адаптація
У липні 2012 року американська мережа кабельного телебачення TNT замовила пілотний епізод серії за мотивами роману. Серіал продукується Platinum Dunes Partners з Майклом Беєм, Хенком Штайнбергом та Стівеном Кейном. Штейнберг та Кейн написали пілотний сценарій, а Джонатан Мостоу керував пілотом. Адаптація значно відрізняється від оригінального роману.
Дія серіалу відбувається на початку першої половини 21 століття. Всесвітнє спустошення людства є результатом пандемії, для якої екіпаж повинен знайти ліки, а не є результатом ядерної війни між наддержавами.
Пілот знімали у Сан-Дієго, у тому числі на борту USS  Хелсі   (DDG-97), який моделює вигаданий USS Натан Джеймс . Зірками телесеріалу стали Адам Болдуін, Рона Мітра, Чарльз Парнелл, Сем Спруел, Тревіс Ван Вінкл, Марісса Нітлінг та Крістіна Елмор. Ерік Дейн грає командира USS Натана Джеймса, командира Тома Чандлера.
У травні 2013 року TNT замовив 10 серій «Останній корабель», який вийшов у ефір у 2014 році. Другий сезон (з 13 епізодів) замовили у 2014 році, а вийшов в ефірі у 2015 році, а третій сезон (також з 13 серій) замовили у 2015 році, показали у 2016 році. Четвертий сезон з 10 епізодів вийшов у серпні 2017 року, а 10-серійний п'ятий, останній сезон, вийшов у вересні 2018 року.